# Arctia lacticolor
Arctia lacticolor är en fjärilsart som beskrevs av Barend J. Lempke 1961. Arctia lacticolor ingår i släktet Arctia och familjen björnspinnare. Inga underarter finns listade i Catalogue of Life.